# Vaudignies

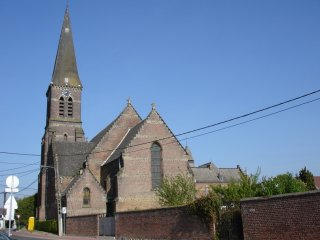
Kerk

Vaudignies is een dorpje in de Belgische provincie Henegouwen. Het ligt in de gemeente Chièvres, bijna vier kilometer ten zuiden van het stadscentrum, langs de weg naar Saint-Ghislain.

## Geschiedenis
De Ferrariskaart uit de jaren 1770 toont hier enkele verspreide gehuchtjes, onder meer aangeduid als Quevremont, Rue du Bois, enz. De Vandermaelenkaarten van omstreeks 1850 toont de gehuchtjes Rue de Bois, Quièvremont, Ruelles en Waudegnies.
In 1865 vroegen de bewoners van de gehuchten aan de provinciegouverneur om een kerk te mogen optrekken, wat op weerstand stuitte bij de burgemeester en schepenen van Chièvres. Toch kocht men begin 1866 een terrein aan langs de steenweg naar Saint-Ghislain, waar men de funderingen van een kerk bouwde. De werken bleven liggen, tot in 1867 pastoor Pollet van Huissignies het terrein en de onderbouw kocht om de kerk af te werken. De kerk werd aan Filippus gewijd in ingezegend in 1871. Pollet werd de eerste priester en liet ook een pastorie optrekken en een huis voor onderwijzende kloosterlingen, die in 1872 twee klassen voor meisjes en een bewaarschool inrichtten.
In 1879 opende de spoorlijn Maffle - Saint-Ghislain die door Vaudignies liep en er een stopplaats kreeg.
Lange tijd mochten de overledenen nog niet begraven worden in Vaudignies, omdat de gemeenteraad de inrichting van een begraafplaats weigerde. Uiteindelijk kreeg Vaudignies toch een begraafplaats, die in 1897 in gebruik werd genomen. In 1899 werd Vaudignies als parochie erkend.
De spoorlijn werd opgebroken in de eerste helft van de jaren 60.

## Bezienswaardigheden
- De Sint-Filippuskerk (Église Saint-Philippe), een neogotische kerk uit 1868.

## Natuur en landschap
Vaudignies ligt op een hoogte van 72 meter aan de kerk.

## Verkeer en vervoer
Door Vaudignies liep spoorlijn 100 (Maffle - Saint-Ghislain) met stopplaats Vaudignies in het centrum van het gehucht en het station Vaudignies-Neufmaison in het zuiden, nabij de grens met Neufmaison. De spoorlijn verdween in de jaren 1960.
Vaudignies ligt aan de N525 van Chièvres naar Saint-Ghislain.

## Sport
Voetbalclub AS Vaudignies is aangesloten bij de KBVB en actief in de provinciale reeksen.

## Nabijgelegen kernen
Ladeuze, Tongre-Saint-Martin, Chièvres, Neufmaisn
Deelgemeenten: Chièvres · Grosage · Huissignies · Ladeuze · Tongre-Notre-Dame · Tongre-Saint-Martin

Andere dorpen en gehuchten: Vaudignies

Belgische gemeenten · Arrondissement Aat · Henegouwen · Wallonië